# Japetella heathi
Japetella heathi är en bläckfiskart som först beskrevs av Berry 1911.  Japetella heathi ingår i släktet Japetella och familjen Bolitaenidae. Inga underarter finns listade i Catalogue of Life.